# Lotus E20
A Lotus E20 egy Formula–1-es versenyautó, amit a Lotus F1 Team tervezett és versenyeztetett a 2012-es Formula–1 világbajnokság során. Pilótái a sportágba visszatérő Kimi Raikkönen és Romain Grosjean voltak, valamint az utóbbit egyversenyes eltiltásakor helyettesítő Jérôme d'Ambrosio.

## Áttekintés
Ez volt a huszadik autó, amit az enstone-i gyárban terveztek (erről kapta a nevét is), és már a sokadik csapatnak, ugyanis az előző évben még csak Lotus Renault GP néven indult csapatot teljes egészében nevére vette a Lotus. A kasztni az új szabályok értelmében úgy kellett elkészülnie, hogy az orrnak alacsonyan kellett feküdnie - mivel azonban a magasabban fekvő kasztni volt aerodinamikailag a kívánatosabb, ezért egy kevéssé esztétikus, kacsacsőrszerű orrkúp készült, hasonlóan más csapatokhoz.
Eredetileg reaktív felfüggesztéssel tervezték meg, amely fékezéskor automatikusan állította volna az autó hasmagasságát. Ezt a rendszert a Lotus, illetve elődje, a Renault, már 2010 óta fejlesztették, és amellett, hogy optimális leszorítóerőt generált, a kanyarokban is sokkal stabilabbá vált az autó. Az FIA kezdetben engedélyezte a rendszer használatát, majd egy héttel később mégis betiltotta arra hivatkozással, hogy mozgó aerodinamikai segédletnek minősül, így a technikai szabályzat 3.15-ös pontját sérti. Erre még 2012 januárjában sor került, így még idejében kiszerelhették.
Mindazonáltal ez nem volt problémamentes: a csapat félbe kellett szakítsa a második, barcelonai tesztet, miután Grosjean arra panaszkodott, hogy valami nem stimmel a kasztnival. Hivatalosan nem erősítették meg, hogy a felfüggesztésnek köze lenne hozzá, azonban gyanúra adott okot, hogy ez a pálya különösen igénybe tudja venni a felfüggesztést, ellentétben az első teszt helyszínéül szolgáló jerezivel. Végül a csapat elismerte, hogy a hátsó felfüggesztés rögzítésével voltak gondok, amelyeket meg tudtak ugyan oldani, de a tesztet ki kellett hagyniuk.
A Lotus volt a második a Mercedes csapata után, akik abban az évben "dupla DRS"-t használtak. A hátsó szárnyra rögzített elem hasonló szerepet töltött be, mint a McLaren F-csatornája két évvel korábban. Eleinte a Lotus is óvást nyújtott be a Mercedes megoldása ellen, viszont amikor az FIA ezt elutasította, nyomban nekiláttak a saját változatuk kidolgozásának. Ugyan 2013-ra már betiltották ezt a megoldást, a Lotus az év második felében továbbfejlesztette a sejtelmesen csak "Az Eszköz" néven emlegetett elemet és fel is rakta az autóira. A bevetést el kellett halasztani, mert a belga nagydíjon esős körülmények voltak, az olaszon pedig Grosjean eltiltása miatt nem volt értelme kipróbálni. Japánra tervezték a bevetést, méghozzá az első szabadedzésen, de ettől mégis elálltak, és inkább a novemberi fiatal pilóták tesztjére csúsztatták. Raikkönen elmondása szerint "Az Eszköz" használata esetén sokkal bonyolultabb volt az autót beállítani, ezért küszködtek vele. Összehasonlításképpen el kell mondani, hogy a Red Bull is kifejlesztette a saját megoldását eddigre, és Szingapúrban valamint Japánban nyertek is. Végül hiába öltek bele annyi pénzt és energiát, élesben sosem versenyzett - ellenben a következő évi, E21 kódnevű autó fejlesztéséhez felhasználták a gyűjtött tapasztalatokat. Végül a 2013-as brit nagydíjon, és csak Raikkönen autóján próbálták ki.
Ehelyett más irányba kezdtek el kacsintgatni a tervezőmérnökök: a Coandă-hatás felé. Koreában vetették be ezt a speciális, a Ferrari és a McLaren megoldását utánzó kasztniformát.
Mivel a csapat önmagát a történelmi Lotus csapat jogfolytonosságának tekintette, ezért az 500. futamukat Monacóban ünnepelték egy különleges, Angry Birds-festéssel. Ugyanezen a futamon a Linkin Park zenekar iPad-programját is népszerűsítették. A brit nagydíjon "A Sötét Lovag - Felemelkedés" című filmet reklámozták, Austinban pedig szintén az Angry Birds-öt népszerűsítették, ezúttal egy Star Wars-festéssel.
Az E20-as és Romain Grosjean is felbukkannak David Guetta és Sam Martin "Dangerous" című számának videoklipjében.

## A szezon
Az autóban rejlő potenciált már rögtön a szezonnyitó ausztrál futamon megmutatta Grosjean, aki harmadik helyet ért el az időmérő edzésen. Ezt a potenciált azonban teljes mértékben sosem sikerült kiaknázni, részben a rossz versenystratégia, részben pedig a különféle balesetek miatt. Kezdetben olyan merész kijelentések is elhangoztak, hogy a Lotus ebben az idényben nemcsak futamokat nyerhet, de az egyéni és konstruktőri világbajnoki címre is esélyes lehet - ehhez képest októberig nem sikerült futamot se nyerniük.
Az első megvillanás Bahreinben történt, ahol mindjárt kettős dobogót szereztek, és a győzelemért is harcban voltak. Spanyolországban Raikkönen simét egy dobogót szerzett. A monacói felejthető produkció után Grosjean Kanadában második lett, és Valenciában Sebastian Vettel kiesése után komoly esélye lett volna a győzelemre, ha nem következik be nála is ugyanaz a műszaki hiba. Pozícióját Raikkönen örökölte meg, aki így második lett. A nyári szünetet egy újabb kettős dobogóval kezdhették meg a magyar nagydíjon.
Belgiumban aztán Grosjean, aki már korábban is belekeveredett rajtbalesetekbe, egy óriásit okozott: oldalról ráhúzódott Lewis Hamilton McLarenjére, akivel összeütközött, az autóját megdobta, majd átrepült Sergio Perez Sauberje fölött és telibe kapta Fernando Alonso Ferrariját, majd kilyukasztotta Kobajasi Kamui Sauberjének a kasztniját is. A rendkívül durva baleset következménye az lett, hogy Grosjean egyfutamos eltiltást kapott, Raikkönen végül a harmadik helyen ért célba, de nem volt elégedett, hiszen az utolsó öt versenyéből négyet megnyert ezen a pályán. Olaszországban a tesztpilóta Jérôme d'Ambrosio vezetett Grosjean helyett, felejthető teljesítménnyel.
Szingapúrban az az érdekes helyzet állt elő, hogy bár egy versenyt sem nyert még meg az idényben, Raikkönen a harmadik helyen állt a világbajnokságban, és esélye lehetett a bajnoki címre is. Japánban Grosjean megint rajtbalesetet okozott, ami miatt ezúttal 10 másodperces időbüntetést kapott. Tizennégy rajtjából ez már a nyolcadik alkalom volt, hogy kisebb-nagyobb balesetekbe keveredik, ezért a Red Bull csapatfőnöke, Christian Horner külön üzent a Lotusnak, hogy oda kellene figyelniük az ön- és közveszélyes versenyzőjükre.
Koreában és Indiában pontokat szereztek, de már látszott, hogy a konstruktőri bajnoki cím elúszik. Az abu-dzabi nagydíjon aztán egy jó rajtot és Hamilton kiesését kihasználva, a verseny második felében figyelve az őt támadó Alonsóra is, végre megszerezte Raikkönen a szezonbeli első győzelmét. Grosjean ezzel szemben kiesett, mert először ismét a rajtnál keveredett bajba, majd futam közben egy más okból megcsúszó Perezzel koccant össze.
Az utolsó két verseny felejthetőre sikerült: Austinban csak pár pontot sikerült elcsípni, Brazíliában pedig a rossz időjárási viszonyok miatt Grosjean kiesett, Raikkönen pedig csak tizedik lett. Ezen a versenyen történt meg az a híres incidens, amikor véletlenül elhagyta a pályát, és egy olyan szervízúton próbált meg visszatérni, ami régi emlékei szerint nyitva volt, a valóságban viszont nem. Emiatt kerülnie kellett és értékes időt vesztett. Az idényt a Lotus konstruktőri negyedikként zárta, Raikkönen pedig bronzérmes lett az egyéni bajnokságban.

## Eredmények
(Táblázat értelmezése)

(Félkövér: pole-pozícióból indult; dőlt: leggyorsabb kört futott) 

| Év   | Csapat        | Motor             | Gumik | Pilóták           | 1   | 2   | 3   | 4   | 5   | 6   | 7   | 8   | 9   | 10  | 11  | 12  | 13  | 14  | 15  | 16  | 17  | 18  | 19  | 20  | Pontok | Helyezés |
| ---- | ------------- | ----------------- | ----- | ----------------- | --- | --- | --- | --- | --- | --- | --- | --- | --- | --- | --- | --- | --- | --- | --- | --- | --- | --- | --- | --- | ------ | -------- |
| 2012 | Lotus F1 Team | Renault RS27-2012 | P     |                   | AUS | MAL | CHN | BHR | ESP | MON | CAN | EUR | GBR | GER | HUN | BEL | ITA | SIN | JPN | KOR | IND | ABU | USA | BRA | 303    | 4.       |
| 2012 | Lotus F1 Team | Renault RS27-2012 | P     | Kimi Räikkönen    | 7   | 5   | 14  | 2   | 3   | 9   | 8   | 2   | 5   | 3   | 2   | 3   | 5   | 6   | 6   | 5   | 7   | 1   | 6   | 10  | 303    | 4.       |
| 2012 | Lotus F1 Team | Renault RS27-2012 | P     | Romain Grosjean   | KI  | KI  | 6   | 3   | 4   | KI  | 2   | KI  | 6   | 18  | 3   | KI  |     | 7   | 19† | 7   | 9   | KI  | 7   | KI  | 303    | 4.       |
| 2012 | Lotus F1 Team | Renault RS27-2012 | P     | Jérôme d'Ambrosio |     |     |     |     |     |     |     |     |     |     |     |     | 13  |     |     |     |     |     |     |     | 303    | 4.       |

† - nem ért célba, de rangsorolták, mert teljesítette a versenytáv 90%-át

## Külső hivatkozások
- A Lotus F1 Team hivatalos honlapja